# Trogloleleupia leleupi
Trogloleleupia leleupi is een vlokreeftensoort uit de familie van de Ingolfiellidae. De wetenschappelijke naam van de soort is voor het eerst geldig gepubliceerd in 1951 door Ruffo.